# Kottski jezik
Kottski jezik (ISO 639-3: zko; kott, Коттский язык), jezik jenisejsko-ostjačkog plemena Kott koji se do sredine 19. stoljeća govorio duž sibirskih rijeka Kan i Berjusa. Nešto njegovih riječi zapisao je finski etnolog i filolog M.A.Castren.
Po nekim jezikoslovcima assanski [xss] je dijalekt kottskog.